# Ek Yi Oun
Ek Yi Oun (tiếng Khmer: ឯក យីអ៊ុន; 1910 – 2013) là chính khách Campuchia và là thành viên của đảng Sangkum giữ chức Thủ tướng Campuchia trong khoảng thời gian ngắn từ ngày 11 tháng 1 đến ngày 17 tháng 1 năm 1958. Với nhiệm kỳ sáu ngày, ông vẫn là Thủ tướng tại vị ngắn nhất của Campuchia cho đến nay. Ông từng là quyền Chủ tịch Quốc hội Campuchia năm 1970.